# MoraBanc
MoraBanc (Mora Banc SAU) és un banc del Principat d'Andorra que forma part del grup bancari Mora Banc Grup, anteriorment conegut com Banc Internacional Banca Mora (BIBM). Fins a l'any 2011, l'entitat s'anomenava Banca Mora (Banca Mora SAU) sota la marca BIBM, juntament amb el Banc Internacional d'Andorra, matriu del grup.
Al novembre de 2011, BIBM va canviar la imatge corporativa i va adoptar la marca MoraBanc, recuperant així el nom de la família accionista en la preparació del 60è aniversari del banc, l'any 2012.

## Història

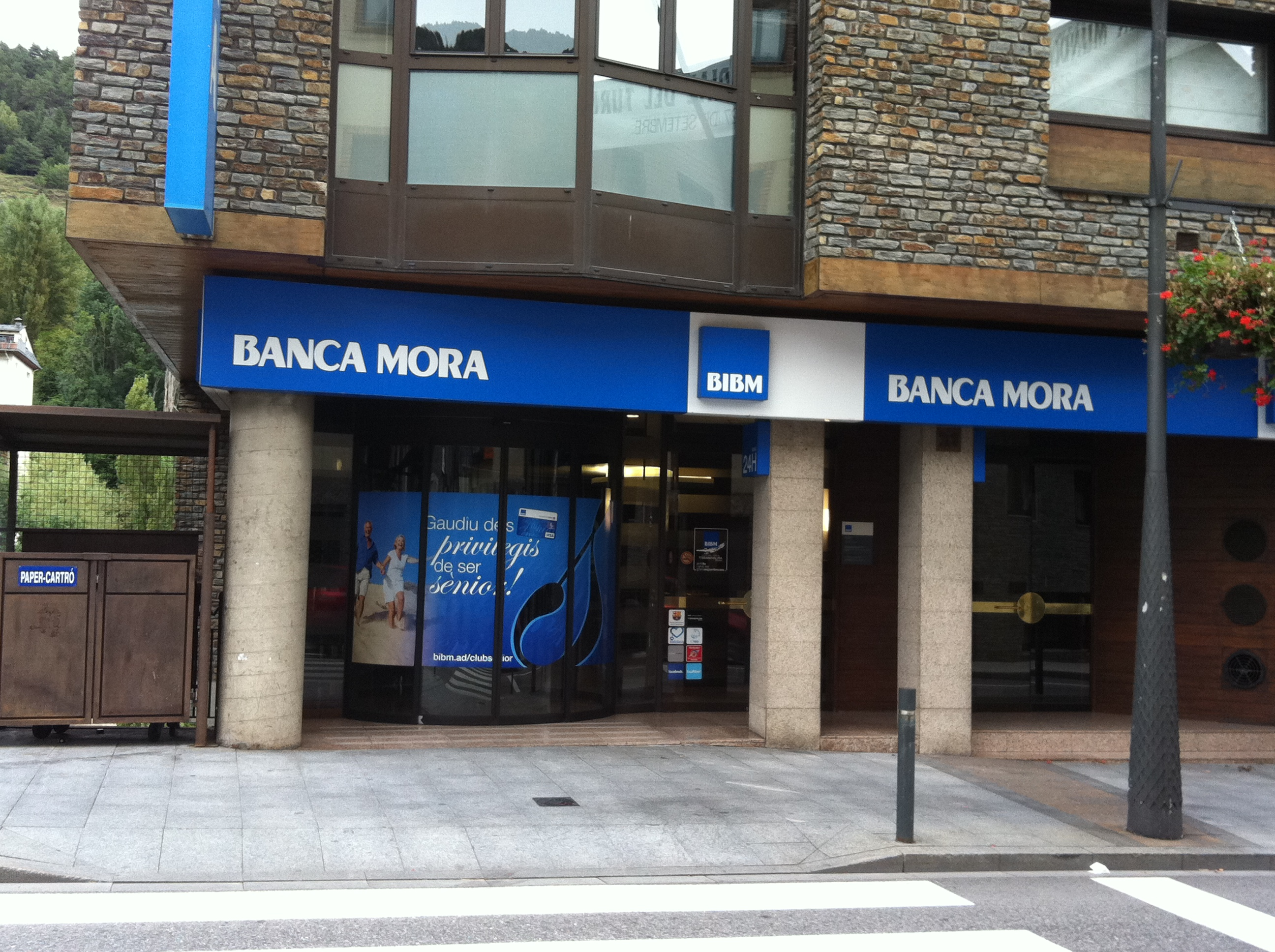
Oficina de Banca Mora el 2011, abans del canvi de nom

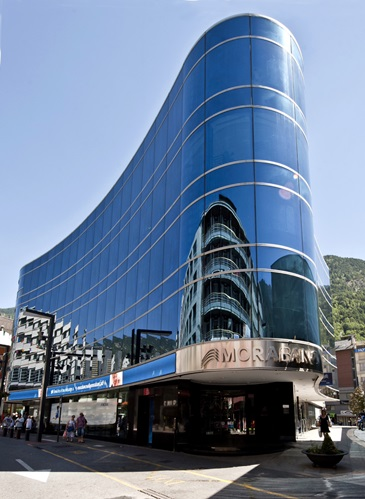
Seu Social de MoraBanc a l'avinguda de Meritxell d'Andorra la Vella

### Cronologia
- - 1952: El 6 de juny es crea Banca Mora.
  - 1960: Banca Mora compra Banca Coma.
  - 1970: Banco de Bilbao compra el 33% de les participacions de Banca Coma a Mora i creen el Banc Internacional SA (Banc Internacional d'Andorra).
  - 1973: El Banc Internacional compra Banca Mora creant el grup Banc Internacional Banca Mora (BIBM).
  - 1988: BIBM crea el primer fons d'inversió totalment gestionat des d'Andorra.
  - 1992: Creació de la filial asseguradora, Assegurances Principat S.A.
  - 2000: Inauguració de la seu central de BIBM a l'avinguda de Meritxell d'Andorra la Vella.
  - 2006: La família Mora compra al BBVA el 51% de les accions del grup.
  - 2007: BIBM va acordar un procés d'integració amb Andbanc, amb l'objectiu d'afrontar un projecte d'internacionalització avalat pel volum de negoci de les dues entitats financeres. Cinc mesos després es va optar per no tirar endavant el projecte.
  - 2009: Creació de Mora Wealth Management, AG, a Zurich, Suïssa, i inici de l'expansió internacional del grup.
    - Compra del 95% de la gestora de patrimonis PRS Latam Llc, amb base a Miami, Estats Units d'Amèrica. Aquesta gestora és ara Mora Wealth Management, Miami.
    - BIBM és designat com a Banc de l'Any a Andorra 2009, per la revista The Banker.

  - 2010: BIBM rep el certificat e)mission per ser una entitat neutra en emissions de CO₂
    - La revista World Finance atorga el seu premi anual a BIBM.

  - 2011: BIBM es converteix en Mora Banc Grup SA i Banca Mora en MoraBanc.
  - 2020 Obertura de MoraWealth a España amb una primera oficina a Barcelona a la que seguiran les de Madrid i Sant Sebastià.
  - 2021 MoraBanc esdevé accionista majoritari de Banc Sabadell d'Andorra (BSA) que un any després s'integra dins de MoraBanc.
  - 2024 MoraBanc compra la participació majoritària de la Societat de Valors Tressis

### Inicis
A l'esclatar la guerra civil espanyola, i quan era director de la sucursal del Banco Español de Crédito de Manresa, el Consolat francès de Barcelona repatria a Bonaventura Mora i a la seva família que tornen a Andorra on va desenvolupar una exitosa carrera com a empresari. A principis de la dècada de 1940, va fundar La Casa dels Licors i la firma Andorrana de Comerç, dedicades a la importació i exportació de licors, però la seva activitat principal es va centrar en la banca. L'any 1938, va obrir a Andorra un establiment de canvi de moneda anomenat Le Comptoir Andorran de Change que també tramitava xecs postals francesos i venia loteria benèfica de Tànger. El 1952 va traslladar l'oficina d'Escaldes a Andorra la Vella i el 6 de juny del mateix any, el Consell General de les Valls l'autoritzava per realitzar tota mena d'operacions amb moneda. L'oficina va operar amb el nom de Crèdit Comercial d'Escaldes, fins que el 1956 va passar a anomenar-se Banca Mora. Amb tot i això, aquest nom no va reemplaçar el de Crèdit Comercial fins al 1957. L'any 1960, Bonaventura Mora va comprar el 90% de Banca Coma SL per obtenir una segona llicència bancària. Dos anys més tard comprava el 10% restant. A la mort Bonaventura Mora, el seu fill Francesc Mora Font va prendre el relleu com a president de Banca Mora.

### Canvis en el banc
El mes d'abril de 1962, Banca Mora va comprar Banca Coma, disposant de dues llicències bancàries. L'any 1970, el Banco de Bilbao (avui, Banco Bilbao Vizcaya Argentaria (BBVA), entra com a soci a Banca Coma, que va prendre la denominació de Banc Internacional d'Andorra.
Des d'aquell moment, la progressió del grup, associat amb el Banco Bilbao Vizcaya Argentaria (BBVA) no va cessar de créixer i l'any 2006, els socis fundadors andorrans van adquirir el 51% de les accions que estaven en mans del BBVA; d'aquesta manera, BIBM es va convertir en un grup 100% andorrà, de propietat 100% familiar. L'any 2009 comença l'expansió internacional. Actualment té filials de gestió de patrimonis MoraWealth Management a places sòlides, reconegudes i altament regulades com Suïssa i els EUA.
Durant aquests anys, MoraBanc és premiat com a Banc d'Andorra per la prestigiosa revista The Banker en quatre ocasions (2009, 2011, 2013, 2015), i la seva notorietat augmenta fora d'Andorra amb la compra l'any 2014 de la Casa Vicens a Barcelona, la primera obra de Gaudí, per obrir-la al públic com a museu. El mateix any signa el patrocini que permet del Bàsquet Club Andorra tornar a jugar la Lliga Endesa (ACB) amb el nom MoraBanc Andorra. L'any 2016 MoraBanc inicia una etapa de transformació marcada per l'entrada en vigor de l'intercanvi automàtic d'informació a l'1/1/2017 a Andorra i l'adopció, d'un compromís clar amb la transparència i les regulacions internacionals. MoraBanc afronta aquesta nova etapa amb fortes inversions en banca digital i en la redefinició de l'estructura i l'oferta del banc. 

## Serveis[calcitació]
La banca comercial s'especialitza en la banca de particulars i la banca d'empreses per donar el producte i el servei més adequat a cada tipus de client. Aquest any MoraBanc ha posat un èmfasi especial en la banca del país. L'objectiu és oferir el millor servei als seus clients, ser més pròxims i poder donar resposta a les seves necessitats en un context canviant.
MoraBanc manté la seva activitat en la banca privada amb personal expert que busca donar un servei excel·lent als seus clients. La banca privada a MoraBanc es basa en relacions de confiança mútua, en la capacitat de l'entitat per posar a disposició una gestió professional i experta, i en el disseny de solucions per satisfer els objectius i les necessitats dels clients.
Mora Wealth Management es expecialitzat en la gestió del patrimoni dels clients particulars, family offices i clients institucionals, a través de múltiples bancs custodis i en diferents jurisdiccions d'àmbit internacional.
MoraBanc Asset Management és la unitat responsable de tota l'activitat de gestió discrecional per compte de tercers i inclou la gestió de mandats a mida dels clients de banca país, banca privada i Wealth Management, i una oferta variada i competitiva de fons d'inversió.
MoraBanc Assegurances és la companyia d'assegurances de MoraBanc. L'objectiu és realitzar tot tipus d'assegurances en la branca de vida, en accidents i en garanties de salut complementàries a les garanties de vida. A més de les assegurances de vida, ofereix productes d'estalvi i previsió, com ara plans de pensions i jubilació. També posa a disposició dels clients Unit Linked, que pot ser de tipus MoraBanc Unit Linked Fons, MoraBanc Unit Linked Carteres o MoraBanc Unit Linked Actius, segons l'actiu amb què estan vinculades.

### Temporada de Música i Dansa d'Andorra la Vella MoraBanc
L'organització i el patrocini de la Temporada de Música i Dansa d'Andorra la Vella és una aportació rellevant de MoraBanc en l'àmbit cultural. Des de fa més de vint anys l'entitat dona suport a aquest esdeveniment, que ofereix espectacles de música i dansa amb la qualitat com a segell distintiu. Per la qualitat de la programació, el pressupost del cicle i el nombre d'espectadors, en les darreres edicions, la Temporada s'ha consolidat com el cicle cultural més important d'Andorra, amb cinc actuacions de primer ordre.
Entre les figures que ha passat pel Centre de Congressos d'Andorra la Vella destaquen Paco de Lucía, Joan Manel Serrat, Pink Martini, Cecilia Bartoli, Joshua Bell i l'Academy Saint Martin in the Fields, Kool & the Gang, Angel Corella, l'Orquestra Mariinski, Yo-Yo Ma, Rufus Wainwright i Earth, Wind & Fire entre d'altres.